# Legally Blonde (musical)
Legally Blonde é um musical da Broadway Inspirado no filme produzido em 2001 e no livro de Amanda Brown de mesmo nome. O musical apresenta músicas e letras por Laurence O'Keefe e Nell Benjamin, com direção e coreografia de Jerry Mitchell.
Estreou em 29 de abril de 2007, na Broadway. Em setembro de 2007 foi filmado para a MTV e colocado no ar um mês depois.

## Encenações
Durante a semana que terminou em 24 de junho de 2007, a produção da Broadway alcançou um marco importante, entrando para os musicais milionários da Broadway, rendendo US$ 1.003.282. [3] A produção foi nomeada para sete Tony Awards, mas não venceu nenhum deles. 
O musical foi filmado para a televisão na frente de uma platéia ao vivo em 18 de setembro de 2007, bem como duas outras datas em que foi filmado em um teatro vazio. As três representações foram editados em conjunto difundido na MTV em outubro de 2007. 
Sua última apresentação foi em 19 de Outubro de 2008.

## Elenco Original da Broadway
- Laura Bell Bundy  como Elle Woods
- Christian Borle como Emmett Forrest
- Orfeh como Paulette Bonafonté
- Michael Rupert como Professor Callahan
- Kate Shindle como Vivienne Kensington
- Richard H. Blake como Warner Huntington III
- Andy Karl como Grandmaster Chad / Dewey / Kyle
- Nikki Snelson como Brooke Wyndham
- Natalie Joy Johnson como Enid Hoopes / Veronica
- Leslie Kritzer como Serena
- Annaleigh Ashford como Margot
- DeQuina Moore como Pilar
- Kate Wetherhead como Kate/Chutney